# Niklaus Stoecklin
Pour les articles homonymes, voir Stoecklin.
Niklaus Stoecklin, né à Bâle (Suisse) le 19 avril 1896 et mort dans cette ville le 31 décembre 1982, est un peintre et graphiste suisse.

## Biographie
Niklaus Stoecklin est né le 19 avril 1896 à Bâle,. Il est le frère de Franziska Stoecklin. En 1914, il étudie sous la direction de Robert Engels à l'école des arts et métiers de Munich, et de 1915 à 1918, il étudie la lithographie.